# (13774) Spurný
13774 Spurny (1998 TW30) – planetoida z pasa głównego asteroid okrążająca Słońce w ciągu 5,24 lat w średniej odległości 3,02 j.a. Odkryta 10 października 1998 roku.